# Orthogastropoda
Los ortogasterópodos (Orthogastropoda), los caracoles «auténticos», son una de los dos subclases de la clase de moluscos Gastropoda. Se define brevemente como todos aquellos gasterópodos que no son miembros de Patellogastropoda, las lapas «auténticas» o sus ancestros.

## Taxonomía
Aún bajo revisión:[cita requerida]
- Superorden Cocculiniformia Haszprunar, 1987
- Superorden «Hot Vent Taxa» Ponder & Lindberg, 1997 (posición sistémica aún incierta)
  - Orden Neomphaloida Sitnikova & Starobogatov, 1983
- Superorden Vetigastropoda Salvini-Plawen, 1989 (lapas)
- Superorden Neritaemorphi Koken, 1896 
  - Orden Neritopsina Cox & Knight, 1960
- Superorden Caenogastropoda Cox, 1960 
  - Orden Architaenioglossa Haller, 1890
  - Orden Sorbeoconcha Ponder & Lindberg, 1997 
    - Suborden Discopoda P. Fischer, 1884
    - Suborden Murchisoniina Cox & Knight, 1960
    - Suborden Hypsogastropoda Ponder & Lindberg, 1997
- Superorden Heterobranchia J.E. Gray, 1840 
  - Orden Heterostropha P. Fischer, 1885
  - Orden Opisthobranchia Milne-Edwards, 1848 
    - Suborden Cephalaspidea P. Fischer, 1883
    - Suborden Sacoglossa Von Ihering, 1876
    - Suborden Anaspidea P. Fischer, 1883 (liebres marinas)
    - Suborden Notaspidea P. Fischer, 1883
    - Suborden Thecosomata Blainville, 1824 (mariposas marinas)
    - Suborden Gymnosomata Blainville, 1824 (ángeles marinos)

  - Orden (aún sin nombre)
    - Suborden Nudibranchia Blainville, 1814 (nudibranquios)

  - Orden Pulmonata Cuvier in Blainville, 1814 (pulmonados)
    - Suborden Systellommatophora Pilsbry, 1948
    - Suborden Basommatophora Keferstein in Bronn, 1864 (pulmonados de agua dulce, caracoles de estanque)
    - Suborden Eupulmonata Haszprunar & Huber, 1990